# Ланман, Чарльз Рокуэлл
Чарльз Ро́куэлл Ла́нман (англ. Charles Rockwell Lanman, 8 июля 1850, Норуич, Коннектикут, США — 20 февраля 1941, Кембридж, Массачусетс, США) — американский санскритолог.

## Биография
Родился 8 июля 1850 в Норвиче, штат Коннектикут восьмым ребёнком в семье Питера Ланмана III и Кэтрин (в девичестве — Кук). Мать умерла, когда ему исполнилось три года, и его воспитанием занималась тётя Эбигейл (Эбби) Трамбулл Ланман. Она была художницей, и как одна из двух наследниц поместья своего великого дяди, художника войны за независимость США Джона Трамбулла, унаследовала многие картины и зарисовки того периода.
Увлечение санскритом у Рокуэлла возникло в возрасте десяти лет, когда ему в руки попал экземпляр журнала Journal of the American Oriental Society в котором содержался текст учебника по индийской астрономии. В 1871 году окончил Йельский колледж, где был членом общества Phi Beta Kappa, а также в 1871—1873 годах учился в аспирантуре, где под руководством Джеймса Хадли изучал древнегреческий язык, а Уильяма Дуайта Уитни — санскрит, защитив в 1873 году докторскую диссертацию. В 1873-1876 годах он проживал в Германии, где изучал санскрит у Альбрехта Вебера, а также филологию у Георга Курциуса и Августа Лескина.
В 1876 году стал профессором санскрита в только что открытом Университете Джонса Хопкинса, проработав до 1880 года, когда перешёл в Гарвардский университет, где стал первым заведующим кафедрой индо-иранских языков (в 1902 году преобразована в кафедру индийской филологии, а в 1951 году в кафедру санскрита и индологии) проработав до 1926 года, став профессором-эмеритом.
В 1879—1884 годах — секретарь и редактор Transactions. В 1884—1894 годах — секретарь-корреспондент, в 1897—1907 годах — вице-президент и 1907—1908 годах — Американского востоковедческого общества. В 1890—1891 годах — президент Американской филологической ассоциации. Член Американской академии искусств и наук, почётный член Азиатского общества, член-корреспондент Гёттингенской академии наук, Академии надписей и изящной словесности Института Франции.
Перевёл на английский язык поэму Раджашекхара «Карпураманджари» (вышла в 1900 году в серии Harvard Oriental Series), а также пересмотрел и отредактировал перевод Атхарваведы-самхиты выполненный Уитни (вышла в 1905 году в виде двухтомника в серии Harvard Oriental Series), а также является автором «Справочника по санскриту со словарём и примечаниями» (англ.  A Sanskrit Reader, with Vocabulary and Notes).
До 88 лет любил совершать прогулки по реке Чарльз, по которой совершил плавание на расстояние 12000 миль, за что получил у Гарвард Кримсон прозвище «Чарльз Ривер Ланман».

## Научные труды
- Lanman C. R. The beginnings of Hindu pantheism: an address delivered at the twenty-second annual meeting of the American philological association, at Norwich, Connecticut, July 8, 1890, (Cambridge, Mass., C.W. Sever, 1890)
- Lanman C. R. Buddhist legends. Cambridge, Mass., Harvard university press, 1921), also by Buddhaghosa. Dhammapadaṭṭhakathā, Eugene Watson Burlingame, and Buddhaghosa
- Lanman C. R. A dictionary of the Pali language. London, Trübner, 1872—1875.
- Lanman C. R. Harvard oriental series, descriptive list thereof, revised to 1920: (Cambridge, Mass., Harvard university press, 1920)
- Lanman C. R. Hindu law and custom as to gifts. (Boston : Ginn & co., 1913)
- Lanman C. R. India and brahmanism. New York, etc. Parke, Austin and Lipscomb, [c1917])
- Lanman C. R. On noun-inflection in the Veda. New Haven, For the American oriental society; New York, B. Westermann & co.; [etc., etc., 1880])
- Lanman C. R. Pali book-titles and their brief designations. ([Boston, American academy of arts and sciences, 1909])
- Lanman C. R. Parts of Nala and Hitopadeça in English letters: (Boston, Ginn and company, 1889)
- Lanman C. R. Phrase-words and phrase-derivatives / Charles R. Lanman. India and the west: with a plea for team-work among scholars. ([S.l. : s.n., 1920])
- Lanman C. R. Pilpay. ([n.p., 1897])
- Lanman C. R. Rāja-çekhara’s Karpūra-mañjarī : a drama by the Indian poet Rājaçekhara (about 900 A.D.) / (Cambridge, Mass. : Harvard University, 1901), also by approximately 880-approximately 920 Rājaśekhara and Sten Konow
- Lanman C. R. The Sanskrit mutes called mūrdhanya : that is domal / by Charles R. Lanman. ([Zurich : s.n., 1919])
- Lanman C. R. A Sanskrit reader : text and vocabulary and notes / (Cambridge, Mass. : Harvard Univ. Pr., 1920)
- Lanman C. R. A Sanskrit reader: with vocabulary and notes. (Boston, Ginn, Heath, 1884—1889)
- Lanman C. R. A Sanskrit reader: with vocabulary and notes, (Boston, Ginn, 1888)
- Lanman C. R. A Sanskrit reader : with vocabulary and notes- (Boston : Ginn and Company, 1906)
- Lanman C. R. A Sanskrit reader : with vocabulary and notes / (Boston : Ginn, 1898)
- Lanman C. R. A Sanskrit reader : with vocabulary and notes / (Boston : Ginn, 1912)
- Lanman C. R. A Sanskrit reader: with vocabulary and notes; by Charles Rockwell Lanman. (Boston, Ginn, Heath, & company, 1884—1889)
- Lanman C. R. The Whitney memorial meeting. A report of that session of the first American congress of philologists, which was devoted to the memory of the late Professor William Dwight Whitney, of Yale university; held at Philadelphia, Dec. 28, 1894. (Boston, Ginn and Company, 1897), also by Pa.) American Congress of Philologists (1st : 1894 : Philadelphia and William Dwight Whitney
- Lanman C. R. A Sanskrit Reader: Text and Vocabulary and Notes
- Lanman C. R. The Little Clay Cart: A Hindu Drama Attributed to King Shudraka 1905
- Lanman C. R. Harvard Oriental Series: Descriptive List Thereof, Revised to 1920: With a Brief Memorial of Its Joint-Founder, Henry Clarke Warren
- Lanman C. R. The Beginnings of Hindu Pantheism, 1890: An Address Delivered at the Twenty-Second Annual Meeting of the American Philological Association, in the Slater Memorial Hall of the Free Academy at Norwich Connecticut, July 8, 1890
- Lanman C. R. The Milk-Drinking Haṅsas of Sanskrit Poetry // Journal of the American Oriental Society[англ.]. — 1898. — Vol. 19. — pp. 151—158